# Sebess Dénes
Zilahi Sebess Dénes (Marosvásárhely, 1869. október 9. – Budapest, Kőbánya, 1945. január 26.) politikus, író, igazságügyminisztériumi államtitkár.

## Életrajza
Sebess János és Sipos Karolina fia. Középiskolai tanulmányait szülővárosában végezte, a jogot a budapesti egyetemen, ahol 1896-ban jogi doktori oklevelet nyert, amivel bírói hivatást választott. 1897 szeptemberében Marosvásárhelyt ügyvédi vizsgát tett. 1896-ban a Kemény Zsigmond irodalmi társaság rendes tagjává választotta. 1901-ben a Függetlenségi és Negyvennyolcas Párt színeiben országgyűlési képviselő lett, majd 1905-ben és 1906-ban ismét megválasztották. 1906-ban ítélőtáblai bíró lett, amely tisztségben az Igazságügyi Minisztérium telekkönyvi osztályának vezetője lett. 1909-től tanácselnök a budapesti táblán.
1916-ban földreform törvényt szerkesztett, majd a következő évben igazságügyi államtitkár lett. 1918-ban lemondott az állásáról és a Magyar Földhitelintézet jogügyi igazgatója lett. Később részt vett a békekonferenciákon és élesen bírálta a környező államok földreform törvényeit. Az 1918-as Székely Nemzeti Tanács egyik alapító tagja volt.
Az uralkodó 1918-ban a Lipót-renddel tüntette ki. 1927 és 1935 között felsőházi tag volt. Halálát végelgyengülés okozta. Felesége Kaczik Amália volt.

## Művei
- A székelység pusztulása (Marosvásárhely, 1902)
- Adatok a magyar agrárpolitikához a jobbágyság felszabadítása után (Bp., 1908)
- Földbirtokjogi törvényjavaslatok és azok indokolása (Bp., 1916)
- Az új agrárdemokráciák (Bp., 1925)
- Két Magyarország PDF (Bp., 1931)
- Magyar agrárrevolúciók, 1902-1932 (Bp., 1933)
- Magyar birtokrendezés, Erdélyi birtokrendezés
- Magyar telekkönyvi jog
- A kisbirtok és a készülő polgári törvénykönyv
- Új-Románia földbirtok politikája Erdélyben
- Die Agrarreform in Ungarn